# Fokker D.VIII
El Fokker E.V fue un avión de caza alemán monoplano con alas en parasol, diseñado por Reinhold Platz y construido por la Fokker-Flugzeugwerke. El E.V fue el último diseño de Fokker operativo con el Luftstreitkräfte, entrando en servicio en los últimos meses de la Primera Guerra Mundial. Después de varios accidentes mortales debidos a fallos de las alas, el avión fue modificado y renombrado como D.VIII. Apodado Flying Razor (Navaja Voladora) por los pilotos aliados, el D.VIII tuvo la distinción de anotar la última victoria aérea de la guerra.

## Diseño y desarrollo

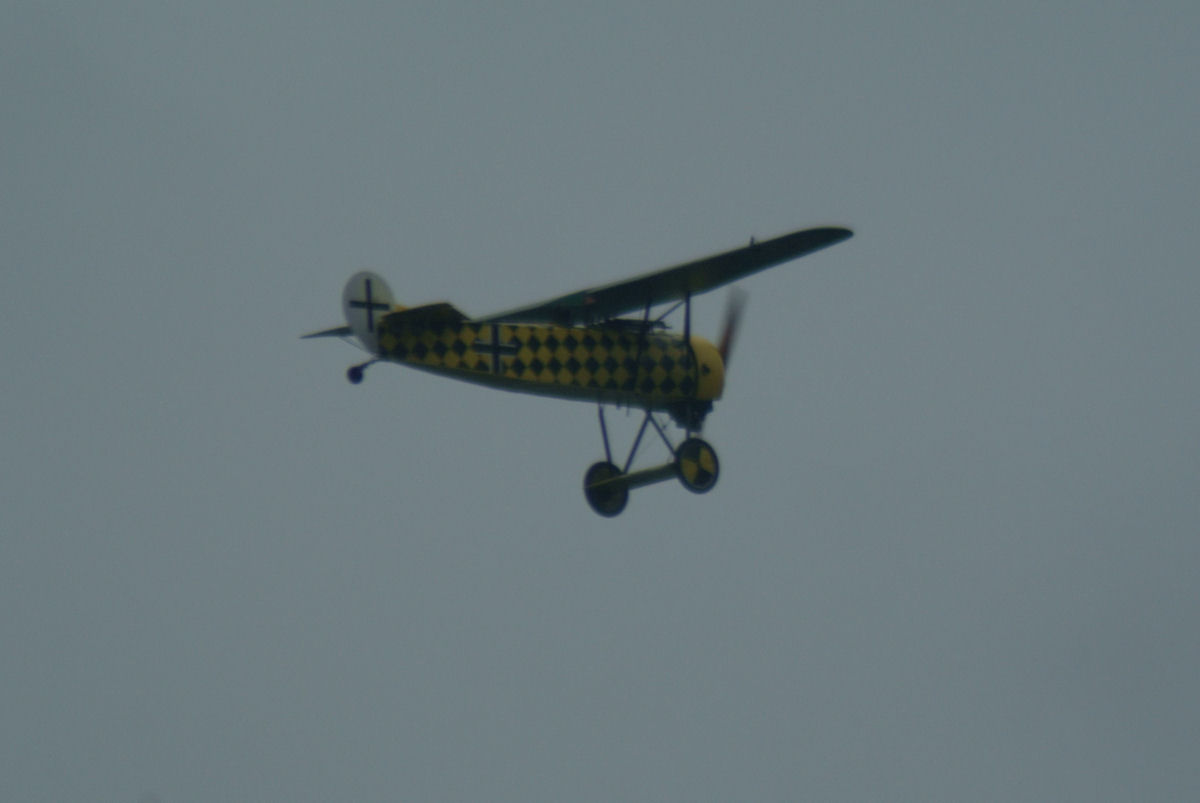
Fokker D.VIII

A principios de 1918, Fokker produjo varios prototipos de monoplanos con motores rotativos, presentando los V.26 y V.28, pequeños monoplanos con alas en parasol con sus habituales fuselajes de tubo de acero, en las segundas pruebas de cazas en Adlershof en mayo/junio de 1918. El V.28 se probó con el Oberursel UR.III de 108 kW (145 hp) y con el Goebel Goe.III de 119 kW (160 hp), aunque ninguno de estos motores estaba listo para el servicio operativo. El V.26 utilizó el motor estándar Oberursel Ur.II, que producía sólo 82 kW (110 hp). Aunque este motor estaba obsoleto, la baja resistencia del V.26 y su poco peso lo hacían bastante rápido. Los diseños de Fokker apenas fueron superados por el Siemens-Schuckert D.III con el complejo motor birrotativo Siemens-Halske Sh.III, y se ordenó que el V.26 fuera puesto en producción como Fokker E.V. Fueron ordenadas cuatrocientas unidades inmediatamente, tanto con el Ur.III como con el Goe.III. Debido a que ninguno de los dos motores estaba disponible en cantidad, todos las unidades de producción montaron el Ur.II.

## Historia operacional

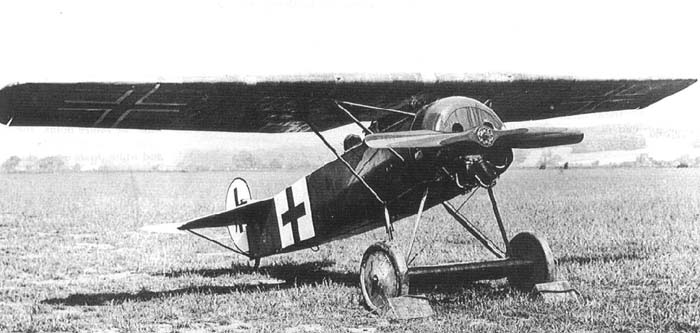
Fokker E.V.

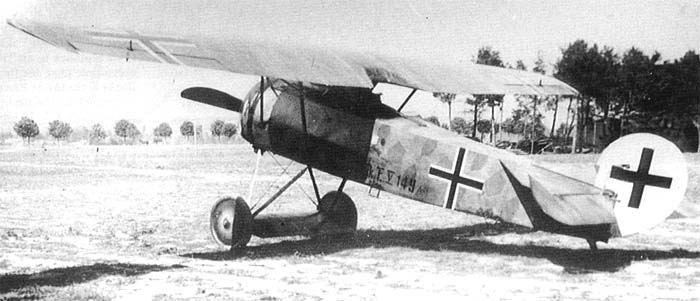
Fokker E.V.

Los primeros aviones de producción E.V fueron enviados al Jasta 6 a finales de julio. El nuevo monoplano también fue entregado a los Jasta 1, Jasta 19, Jasta 24 y Jasta 36. El Teniente Emil Rolff se anotó el primer derribo en un E.V el 17 de agosto de 1918, pero dos días después murió cuando el ala de su avión se desprendió en vuelo. Después de que otro E.V del Jasta 19 se estrellase, el Idflieg inmovilizó en tierra todos los aviones E.V. A la espera de la investigación de estos fallos del ala, la producción fue detenida en la Fokker Flugzeugwerke. Según Fokker, los fallos del ala fueron causados por la oficina técnica del ejército, que le obligó a modificar el diseño original reforzando en exceso el larguero principal trasero. Este diseño defectuoso supuestamente causó que el ala se torciera y fallara. Fokker alegó que este defecto se resolvería volviendo a su diseño original.
Según la mayoría de los otros relatos, la fuente de los fallos del ala no estaba en el diseño, sino en la construcción de mala calidad y apresurada. Fokker había subcontratado la construcción de las alas del E.V a la fábrica Gebrüder Perzina Pianoforte Fabrik. Debido a un control de calidad deficiente, se había utilizado madera de calidad inferior y las tapas de los largueros, que formaban los miembros superiores e inferiores de cada conjunto de largueros, se habían colocado demasiado separadas durante la fabricación. Debido a que los largueros resultantes eran verticalmente demasiado grandes para pasar a través de las costillas, el exceso de material simplemente se cepillaba en las superficies superior e inferior sobresalientes de las piezas de la tapa, dejando los largueros ensambladas peligrosamente débiles. Otros problemas incluían daños causados por el agua en las piezas pegadas, y clavos que astillaban los largueros en lugar de asegurarlos.
Las pruebas demostraron que, cuando se construía correctamente, el ala original de E.V tenía un margen de seguridad considerable. Satisfecho de que el diseño básico fuera seguro, el Idflieg autorizó la continuación de la producción después de que se introdujeran cambios de personal y mejores medidas de control de calidad en la fábrica de Perzina.
Las entregas se reanudaron en octubre. Bajo la dirección del Kogenluft (Kommandierenden General der Luftstreitkräfte, Comandante general de la Fuerza Aérea), el Idflieg renombró el avión modificado como D.VIII. Los antiguos prefijos E. y Dr. para cazas monoplanos y triplanos fueron abandonados y todos los cazas, desde ese momento, recibieron en su lugar la denominación "D.". El D.VIII comenzó a operar el 24 de octubre con el Jasta 11. La aeronave demostró ser ágil y fácil de volar. Los pilotos aliados lo apodaron Flying Razor (Navaja Voladora), presumiblemente porque se parecía a una navaja de afeitar recta en vuelo.
Al Jasta 5 se le envió un D.VIII. El famoso as Erich Lowenhardt realizó un vuelo de pruebas de un Fokker E.V mientras visitaba el Jasta 6 en el verano de 1918, pero hasta la fecha no hay pruebas de que haya pilotado este avión en ninguna otra ocasión.
Se fabricaron un total de 381 aviones, pero solo unos 85 llegaron al servicio de primera línea antes del Armisticio. Algunos llegaron a Italia, Japón, Estados Unidos e Inglaterra como trofeos, pero la mayoría fueron desguazados de acuerdo con los términos del Armisticio.

### Posguerra
La Fuerza Aérea Polaca capturó 17 aviones, pero solo siete (seis E.V y un D.VIII) estaban en condiciones de volar. Todos fueron utilizados contra las fuerzas soviéticas en la guerra polaco-soviética de 1919-1920. El Teniente Stefan Stec obtuvo el primer derribo para la Fuerza Aérea Polaca al abatir un caza ucraniano Nieuport 11 Bébé el 29 de abril de 1919. En 1921, los Fokker restantes fueron retirados de las unidades de primera línea y transferidos a la Szkoła Obsługi Lotniczej (Escuela de Personal Aéreo) en el aeródromo de Poznań-Ławica.

## Variantes
V.26
Prototipo inicial.
V.27
V.26 con un motor V8 Benz IIIb de 145 kW (195 hp). Participó en la segunda competición del Tipo D.
V.28
Prototipo equipado con un motor rotativo Oberursel Ur.III de 108 kW (145 hp) o con un Goebel Goe.III de 118 kW (160 hp) .
V.29
Versión más grande del V.27, equipado inicialmente con un Mercedes D.III de 119 kW (160 hp) y más tarde con un BMW IIIa de 138 kW (185 hp), ambos motores en línea refrigerados por agua. Participó en la tercera competición del Tipo D.
V.30
Modificación como planeador monoplaza del V.26.

## Operadores
Imperio alemán

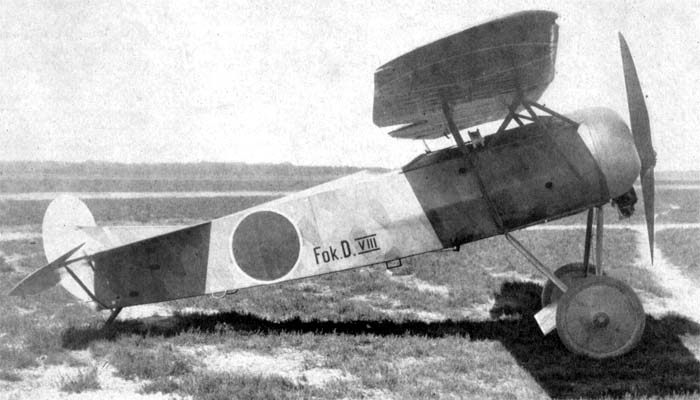
Fokker D.VIII con marcas neerlandesas.

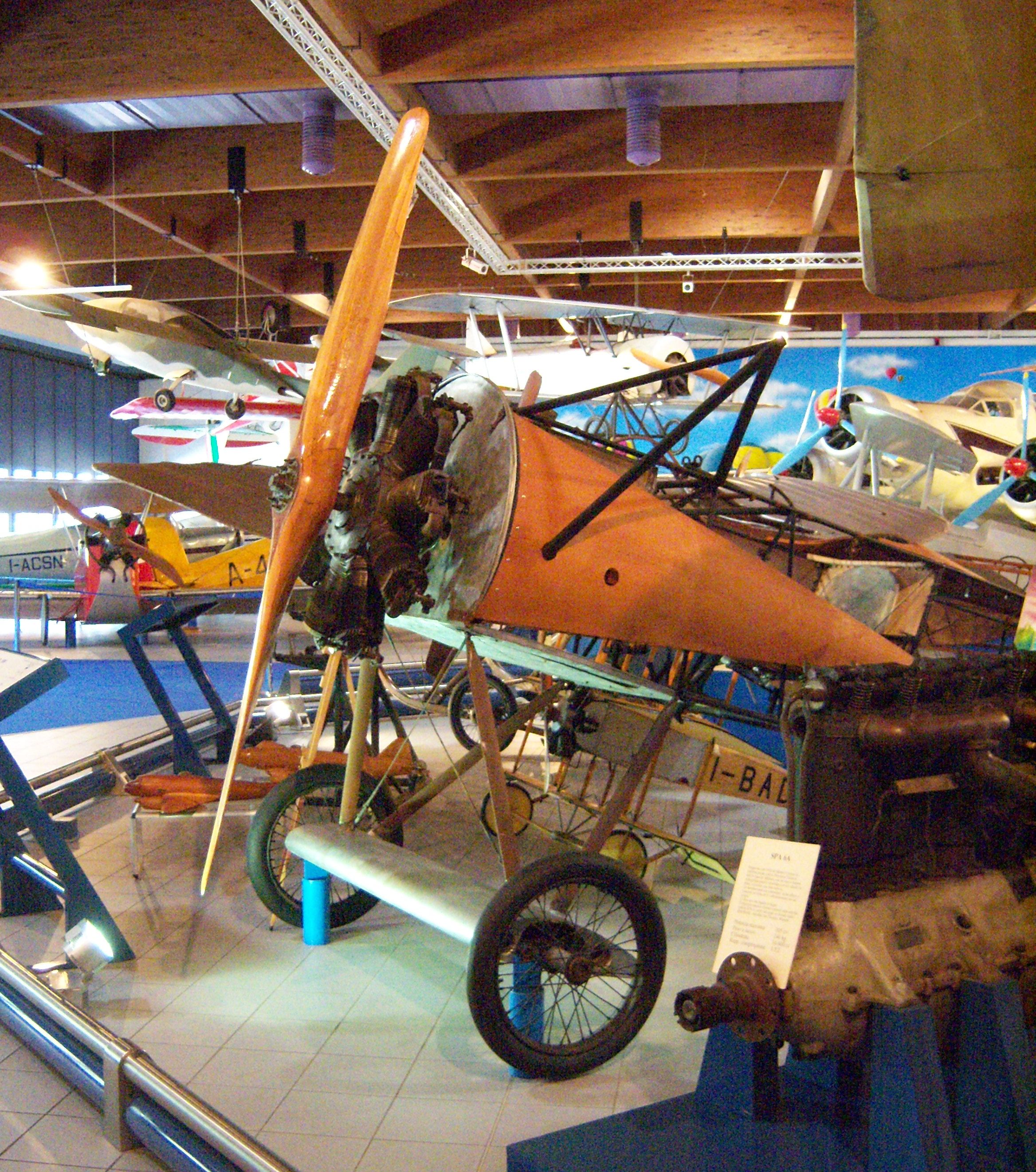
D.VIII en el Caproni Museum.

- Luftstreitkräfte: recibió 381 aviones antes del 11 de noviembre de 1918.
- Marina Imperial alemana

 Bélgica
- Componente Aéreo del Ejército Belga: operó un único E.V capturado de 1919 hasta principios de los años 20.

 Estados Unidos
- Servicio Aéreo del Ejército de los Estados Unidos: posguerra.

 Países Bajos
- Real Fuerza Aérea de los Países Bajos

 Polonia
- Fuerza Aérea de Polonia: capturó 16 aviones E.V y un D.VIII, pero solo 7 estaban operativos. El último E.V estaba todavía en el inventario en 1924.

 Unión Soviética
- Fuerza Aérea Soviética: capturó un avión durante la guerra polaco-soviética y lo operó hasta mediados de los años 20.

## Supervivientes
El fuselaje original de un D.VIII está preservado en el Caproni Museum en Trento, Italia.
Existe una réplica de un D.VIII en el Alberta Aviation Museum en Edmonton, Alberta.

## Especificaciones
Referencia datos: German Aircraft of the First World War

### Características generales
- Tripulación: Uno (piloto)
- Longitud: 5,9 m (19,2 ft)
- Envergadura: 8,3 m (27,4 ft)
- Altura: 2,6 m (8,5 ft)
- Superficie alar: 10,7 m² (115,2 ft²)
- Peso vacío: 405 kg (892,6 lb)
- Peso cargado: 605 kg (1333,4 lb)
- Planta motriz: 1× motor rotativo de 9 cilindros refrigerado por aire Oberursel Ur.II.
  - Potencia: 82 kW (113 HP; 112 CV)

### Rendimiento
- Velocidad máxima operativa (Vno): 204 km/h (127 MPH; 110 kt)
- Techo de vuelo: 6000 m (19 685 ft)
- Régimen de ascenso: 8,3 m/s (1640 ft/min)
- Tiempo a altitud:
  - 1000 m (3281 pies) en 2 min
  - 4000 m (13 123 pies) en 10 min 45 s

### Armamento
- Ametralladoras: 

  - 2x LMG 08/15 "Spandau" de 7,92 mm fijas de fuego frontal

## Aeronaves relacionadas

### Secuencias de designación
- Secuencia V._ (Interna de Fokker): ← V.23 - V.24 - V.25 - V.26 - V.27 - V.28 - V.29 - V.30 - V.31 - V.33 - V.34 - V.35 - V.36 - V.37 - V.38 - V.39 - V.40 - V.41 →
- Secuencia E._ (Monoplanos armados alemanes, 1915-1918 (Fokker)): ← E.II - E.III - E.IV - E.V
- Secuencia D._ (Aviones armados alemanes, 1911-1919 (Fokker)): ← D.V - D.VI - D.VII - D.VIII